# بونتوس كارلسون (لاعب كرة قدم)
بونتوس كارلسون (بالسويدية: Pontus Karlsson)‏ هو لاعب كرة قدم سويدي في مركز الوسط، ولد في 19 أغسطس 1983. لعب مع أتفدابيرجس.